# Bo Lundquist
Bo Lundquist född 26 september 1942 i Sollefteå, före detta ordförande i Djurgårdens IF Fotboll (1998–2008).
I mitten av februari 1998 röstades Lundquist fram till Djurgården Fotbolls nye ordförande. Därefter blev han omvald inför varje ny säsong till och med säsongen 2008. Under Lundquists tid som ordförande vann Djurgården SM-guld tre gånger och Svenska Cupen tre gånger. Hösten 2008 avgick Lundquist som ordförande och ersattes temporärt av Lars-Erik Sjöberg fram till nästa årsmöte våren 2009 då en ny ordförande valdes av föreningens medlemmar. År 2010 är Lundquist ordförande i riskkapitalbolaget DIF Invest AB som bland annat finansierar övergångssummorna för Djurgårdens spelarövergångar. Han sitter även i styrelsen för Gymnastik- och idrottshögskolan (GIH).
Var tidigare verkställande direktör (VD) på Esselte. Sitter även i styrelsen för H&M (sedan 1995).

## Styrelseuppdrag genom åren (axplock)
- ordförande: DIF Invest AB
- ledamot: H&M (sedan 1995)
- ledamot: Teknikmagasinet AB

- ordförande: Djurgårdens IF Fotboll (1998-2009)
- ordförande: Föreningen Svensk Elitfotboll ("SEF")
- vice ordförande: i Svenska Fotbollförbundet
- ledamot: ACSC AB (köptes upp av XPonCard i slutet av 2007)

## Arbetskarriär
- 1970–1974 Administration Manager, Luleå College
- 1975–1978 Head of Division, SSAB
- 1978–1982 Sales Manager, Sandvik
- 1982–1984 VD, Bulten
- 1984–1990 Vice President, Trelleborg.
- 1991–1998 Managing Director och VD, Esselte.
- 1994–1998 Bland annat ordförande för Federation of Swedish Commerce and Trade.